# تاي باول
تاي باول (بالإنجليزية: Ty Powell)‏ هو لاعب كرة قدم أمريكية أمريكي، ولد في 27 أبريل 1988 في مارينا في الولايات المتحدة.

## وصلات خارجية
- تاي باول على موقع مرجع كرة القدم المحترفة.كوم (الإنجليزية)